# Грб Курске области
Грб Курске области је званични симбол једног од субјеката Руске федерације са статусом области — Курске области. Грб је званично усвојен 17. децембра 1996. године.

## Опис грба
Грб Курске области у основи има слику једног старог грба Курске губерније. У сребрном штиту, француског облика, налази се небо плава дијагонална греда из горњег лијевог у доњи десни угао. На овој греди приказане су три сребрне јаребице у лету, раширених крила. 
Штит је крунисан руском империјалном круном са црвеном лентом. Грб је уоквирен вијенцом златног храстовог лишћа, који је повезан плавом лентом.